# 三介海子站
三介海子站是一个集通线上的铁路车站，位于内蒙古自治区商都县三虎地乡，建于1995年，目前为五等站，邮政编码为013455。目前客运：办理旅客乘降；不办理行李、包裹托运；不办理货运营业。
1. ↑  GB/T 10302-2010：中华人民共和国铁路车站代码（代替GB/T 10302-1988）．2010年9月2日公布，2010年12月1日实施．中华人民共和国国家质量监督检验检疫总局、中国国家标准化管理委员会: 30．